# ASDA (Supermarkt)

Logo von 2015 mit Walmart Spark

Asda Stores Ltd. (Eigenschreibweise seit 1985 ASDA, kurz für Asquith Dairies nach den Unternehmensgründern Fred und Peter Asquith, Fleischern aus Knottingley in West Yorkshire) ist eine britische Supermarktkette mit Sitz in Leeds. Nach Marktanteilen gerechnet ist Asda hinter Tesco und Sainsbury’s die Nummer 3 in Großbritannien. Von 1999 bis 2021 gehörte sie zum amerikanischen Walmart-Konzern.
Seit April 2018 führten Sainsbury’s und Asda Fusionsgespräche. Nach einer Fusion hätten sie einen Marktanteil von 31,4 Prozent, fast vier Prozent mehr als Tesco, gehabt. Die Fusion wurde jedoch im April 2019 von der britischen Regulierungsbehörde, der Competition and Markets Authority, untersagt. Danach gaben die Private-Equity-Finanzinvestoren Apollo Global Management (beraten vom früheren Debenhams-CEO Rob Templeman) und Lone Star Funds (beraten vom früheren Asda-CEO Paul Mason) Übernahmeangebote in Höhe von rund 6,5 Milliarden Pfund ab. Als dritter Bieter trat TDR Capital auf.
Am 2. Oktober 2020 wurde bekanntgegeben, dass Walmart das Unternehmen für 6,8 Milliarden Pfund an die Brüder Mohsin und Zuber Issa (Gründer der EG Group) und TDR Capital verkauft. Die Käufer erwerben den Angaben zufolge eine Mehrheit; Walmart werde aber Anteile sowie einen Sitz im Verwaltungsrat halten. Die Übernahme wurde 2021 abgeschlossen. Kurz danach erklärte CEO Roger Burnley seinen Rücktritt und verließ das Unternehmen.

## Hintergrund

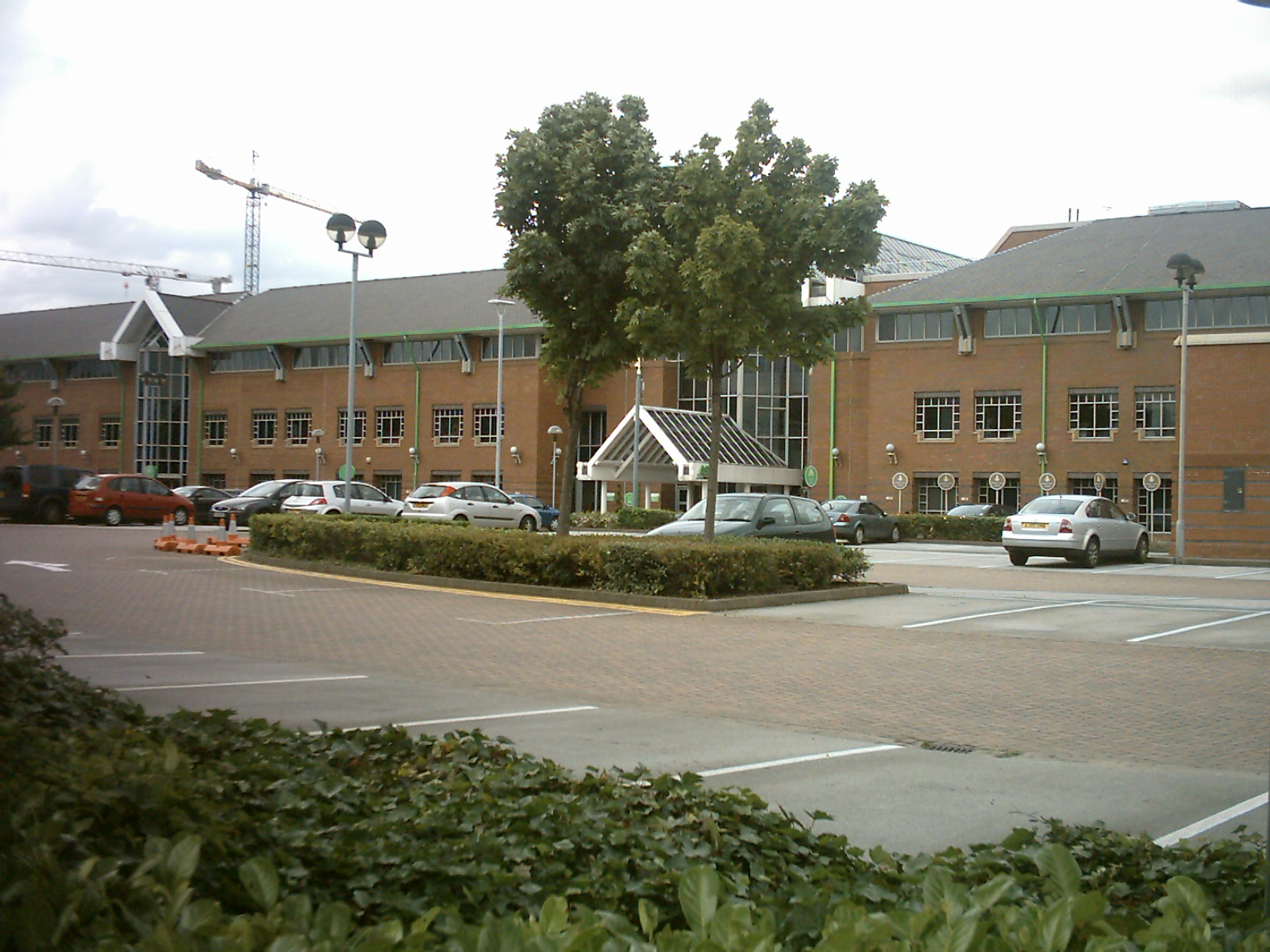
Asda House, Leeds

Die Brüder Asquith, Erben einer Kette von Fleischerläden, eröffneten 1963 in einem ehemaligen Kino in Castleford (West Yorkshire) ihren ersten Supermarkt, der den Namen „Queens“ des Kinos übernahm; weitere Filialen folgten. Das Unternehmen Asda entstand 1965 aus der Vereinigung dieser Supermarktkette mit dem Unternehmen Associated Dairies, das seinerseits 1949 aus dem von einer Gruppe von Landwirten aus Yorkshire gegründeten Unternehmen J.W Hindell Dairy Farmers Ltd. entstanden war.
In den 1970er Jahren expandierte das Unternehmen rasch, auch über Nordengland hinaus. Eine tiefe Krise in den 1980ern und frühen 1990ern brachte Asda an den Rand des Bankrotts, jedoch gelang es durch die Beschaffung von Finanzmitteln bei den Gesellschaftern, das Unternehmen zu stabilisieren und wieder profitabel zu machen. Nach einer Restrukturierung nach dem Vorbild der weltgrößten Einzelhandelskette Walmart in der zweiten Hälfte der 1990er Jahre wurde Asda von dieser am 26. Juli 1999 für 6,7 Milliarden Pfund aufgekauft.
Asda übernahm einige der ehemaligen SB-Warenhäuser von der Woolworths Group. 2011 wurden 194 britische Filialen der dänischen Netto übernommen.
Asda umfasst über Großbritannien verteilt insgesamt 576 Filialen.
Im Jahre 2000 öffnete das erste Asda-Walmart-Handelszentrum („Supercentre“) in Bristol. Heute gibt es 32 Supercentres in Großbritannien; weiterhin gibt es 319 Asda Superstores mit leicht eingeschränktem Angebot im Non-Food-Bereich, 189 klassische Supermärkte und 32 Asda Living (mit Angeboten ausschließlich im Non-Food-Bereich).
Es wird auch Homeshopping angeboten.
Asda beschäftigt ca. 175.000 Menschen.